# Adhéziós kopás
Az adhéziós kopás a tényleges érintkezési felületen kialakuló adhéziós kapcsolatok elszakadásakor létrejövő anyagveszteség.
Rendkívül súlyos felületi károsodásokhoz, berágódásokhoz is vezethet.
A szilárd felületek között létrejövő kölcsönhatásokat adhéziónak nevezzük – ennek következménye a súrlódás.

## Oka
Az atomos-molekuláris kapcsolatok elszakadnak, anyagátvitel keletkezik, mert az érintkező felületek felszíni rétegének szilárdsága megnövekszik a belső anyagrészekéhez képest, és a szakadás (az elnyíródás) a kisebb szilárdságú anyag belsejében jön létre.

## Egyéb
Az egyszeri anyagátvitel nem kopás.
Többszöri anyagátvitel gyengülő kötődés (a felkeményedés, az oxidáció, az adszorpció és a kemoszorpció) miatt végül kopási
részecske keletkezik.
Szilárd felületek között az adhézió igen nagy lehet – súrlódási erő megnő.
Ennek csökkentésére kenőanyagot alkalmaznak.
Tiszta fémeknek erősebb az adhéziós hajlama.